# Saint-Vigor-des-Monts
Saint-Vigor-des-Monts är en kommun i departementet Manche i regionen Normandie i norra Frankrike. Kommunen ligger i kantonen Tessy-sur-Vire som tillhör arrondissementet Saint-Lô. År 2022 hade Saint-Vigor-des-Monts 283 invånare.

## Befolkningsutveckling
Antalet invånare i kommunen Saint-Vigor-des-Monts
| Referens: INSEE |